# 热皮
热皮 （捷克語：Řepy）是捷克布拉格西部的一個地區，行政上隸屬於布拉格第17区，且布拉格第17区绝大部分区域都可以算作是热皮。993年，當時就有文獻提到熱皮，這是热皮首次出現在歷史文獻中。